# Francesca Paganini
Francesca Paganini (Verona, 23 febbraio 1959) è un'attrice teatrale e personaggio televisivo italiana.

## Biografia
Dopo essersi diplomata alla Scuola di arte drammatica del Piccolo Teatro di Milano diventa nota al grande pubblico per aver recitato assieme a Claudio Madia nella prima serie del programma televisivo per bambini L'albero azzurro in onda su Rai 2 e su Rai 1 dal 1990 al 1995. Ha fondato il CTM (Centro Teatrale della Magaluna) che produce spettacoli teatrali per l'infanzia. Come attrice teatrale ha lavorato con Enrico Maria Salerno, Valeria Moriconi, Franco Parenti ed Alberto Lionello.

## Filmografia

### Cinema
- Marrakech Express, regia di Gabriele Salvatores (1989)
- Solo un padre, regia di Luca Lucini (2008)

### Televisione
- La freccia nel fianco di Giovanni Fago (Rai 1) (1983)
- Notti e nebbie di Marco Tullio Giordana (Rai 2) (1984)
- Felicità...dove sei (Rete A) (1985-1986)
- Atelier di Vito Molinari (Rai 2) (1986)
- L'albero azzurro (Rai 2 e Rai 1) 1990-1995
- Vivere (Canale 5) 1999